# Johann Georg Ullmann
Johann Georg Ullmann  (* 27. Dezember 1695 in Elterlein; † 12. Januar 1765 in Wunsiedel) war ein deutscher Bergmeister und Kartograf. Nach ihm wurde der Johann-Georg-Ullmann-Steig zum Bergwerk Kleiner Johannes in Arzberg im Fichtelgebirge benannt.

## Leben

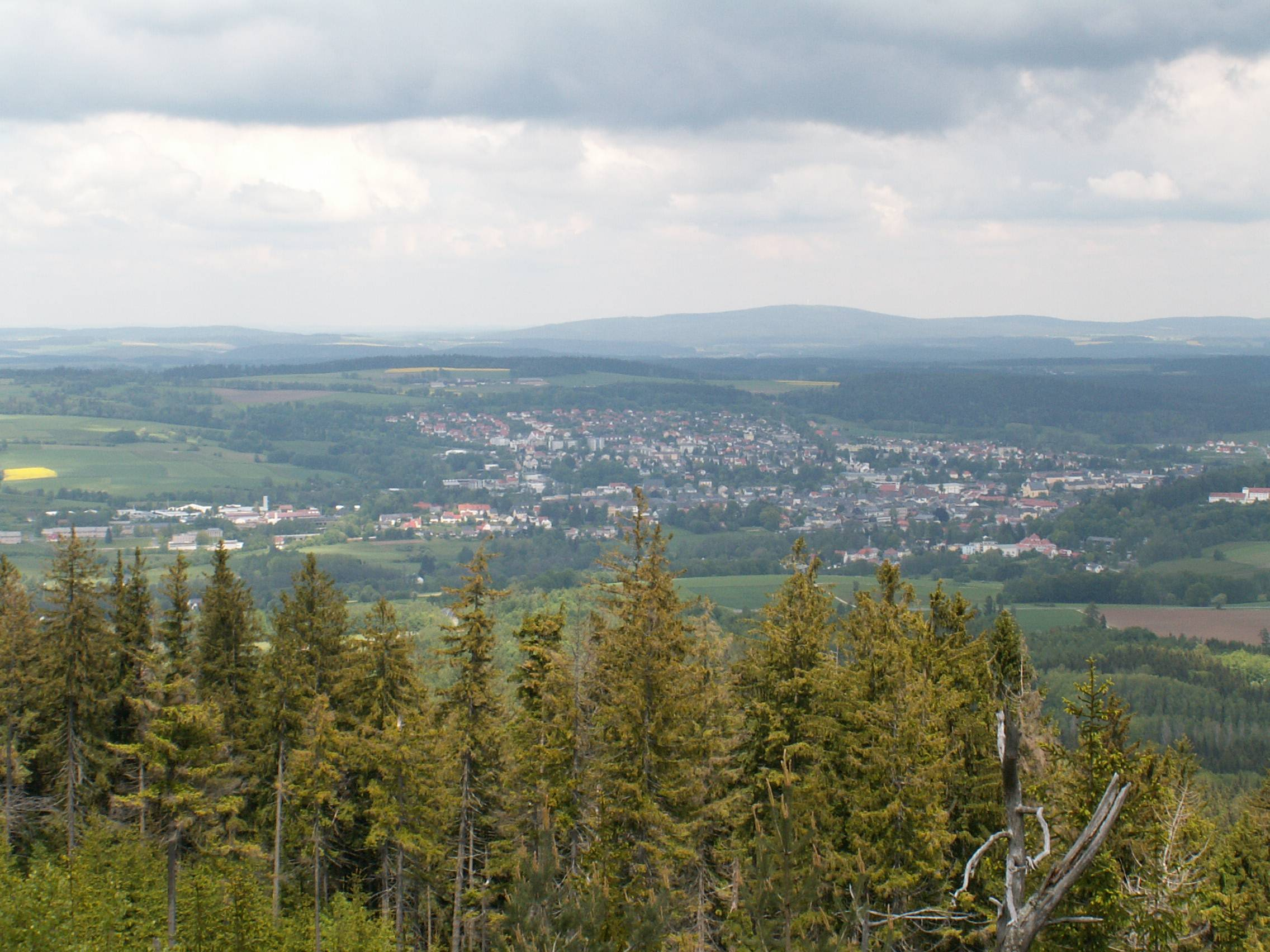
Blick über Wunsiedel vom Bundesstein im Felsenlabyrinth aus

Ullmann begann 1717 seinen Dienst als Obereinfahrer, Markscheider und Probierer der Amtshauptmannschaft Wunsiedel im sogenannten Sechsämterland im heutigen Landkreis Wunsiedel im Fichtelgebirge.
Als hervorragender Bergbaufachmann waren seine Aufzeichnungen von 1723 bis 1760 für den Oberfränkischen Bergbau richtungsweisend. Als Bergmeister im Wunsiedeler Bergamt verbesserte er die Entwässerung der Gruben, zeichnete Risse der Bergwerke und schilderte das harte Leben der Bergleute, die in kleinen Gruppen ihrer beschwerlichen Arbeit nachgingen. Neben dem Bergamt in Wunsiedel leitete er auch das Bergamt in Goldkronach.
Bekannt wurde er durch seine besonders detailliert gezeichneten Karten, vor allem durch die „Sechsämter“-Kärtchen, die wegen ihrer Vignetten wertvolle Objekte der Geschichtsforschung sind.
Er verstarb 1765 als hochfürstlicher Berginspektor der Markgrafschaft Brandenburg-Bayreuth.

## Familie

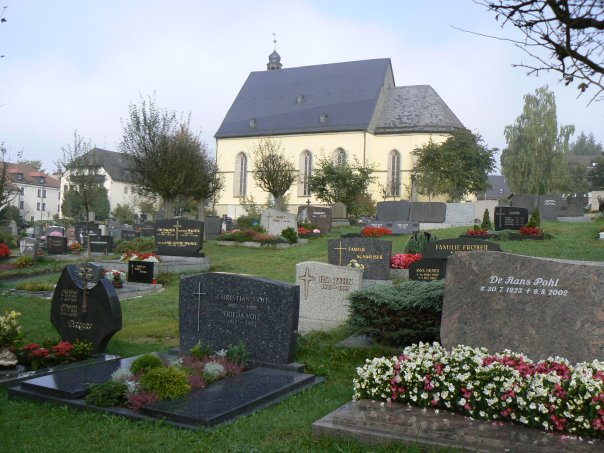
Friedhofskirche zur hl. Dreifaltigkeit in Wunsiedel

Johann Georg Ullmann war der Sohn des Oberförsters von Elterlein Andreas Ullmann und dessen Ehefrau Anna Maria Pollmer.
Am 31. Oktober 1719 heiratete Johann Georg Ullmann Eva Elisabeth Peuschel, eine Pfarrerstochter aus Wunsiedel. Der gemeinsame Sohn Johann Friedrich Ullmann wurde am 26. Dezember 1720 in Wunsiedel geboren. Dieser studierte ab 1742 an der Friedrichs-Akademie zu Bayreuth und wurde später Bergmeister in Goldkronach, wo er auch am 15. April 1797 als Oberbergsekretär starb.
Johann Georg Ullmann starb im Jahr 1765. Seine gusseiserne Grabplatte trägt folgende Inschrift:
„Mementomori, Hier nächst ruhet in Gott der weyl. S. T. Herr Johann Georg Ullmann, hochfürstl.- brandenbl.-Culmbl.-Berginspector der Stadt u. 6-Ämter Wunsiedel &c, welcher in die 50 Jahr 4 Fürsten unermüdet, treu, ohneigennützig und redlich gedienet, und sein Leben als Menschenfreund, treuer Gatte, liebreicher Vater und frommer Christ mit 70 Jahren ruhmvoll beschlossen, 1765, Zum Ruhm würdigen Andencken, setzet dieses, Carl Popp, I.V.C., hochfürstl.-Brandenbl.-Onolz- und Culmbl.-Bergcomisarius &c. 1769.“